# Dimítrios Vikélas
Dimítrios Vikélas, em grego Δημήτριος Βικέλας, (Hermópolis, 15 de fevereiro de 1835 — Atenas, 20 de julho de 1908) foi um empresário e escritor grego, célebre por ter sido o primeiro presidente do Comité Olímpico Internacional (COI). É frequentemente referido como Demetrius Vikelas ou Bikelas.

## Biografia
Nascido na ilha grega de Siro, Vikélas representava o Clube Pan-Helênico de Ginástica no congresso organizado em Paris por Pierre de Coubertin em 1894, onde o Movimento Olímpico foi fundado.
Inicialmente, a ideia de Coubertin era celebrar os primeiros Jogos Olímpicos da era moderna em Paris no ano de 1900, mas Vikelas persuadiu o recém criado "Comité Olímpico Internacional" de que seria melhor realizar os primeiros jogos em Atenas. Como na altura os estatutos do COI requeriam que o presidente da organização tivesse a nacionalidade do país onde se realizariam os jogos seguintes, Vikelas acabou sendo o primeiro presidente do COI.
Após o sucesso da realização dos primeiros Jogos Olímpicos em 1896, Vikelas retirou-se da presidência do COI e dedicou-se à promoção e generalização da educação básica na Grécia, que considerava uma prioridade. Em 1905, aceita representar a Universidade de Atenas no congresso de Bruxelas.
Foi um empenhado nacionalista grego, tendo escrito dois estudos sobre o papel da Grécia moderna no médio oriente: "Le röle et les aspirations de la Grece dans la question d'Orient" (1885) e "La Grèce byzantine et moderne" (1893). Escreveu também duas obras de ficção: "Louki Laras" (1881) e "Tales from the Aegean" (1894).